# 워너 리치몬드

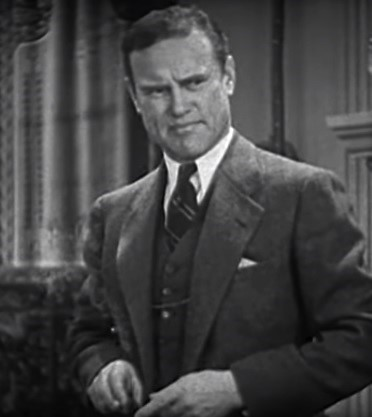

워너 리치몬드(Warner Richmond, 1886년 1월 11일 ~ 1948년 6월 19일)는 미국의 배우이다.
러신에서 태어났으며 로스앤젤레스에서 사망하였다.

## 영화
- 플래시 고든의 화성 여행 (1938년)
- 미시시피 (1935년)
- 정글의 왕 (1933년)
- 허클베리 핀 (1931년)
- 여자 없는 남자 (1930년)
- 스타크 매드 (1929년)
- 톨라블 데이빗 (1921년)